# Réez-Fosse-Martin
Pour les articles homonymes, voir Fosse et Martin.
Réez-Fosse-Martin est une commune française située dans le département de l'Oise en région Hauts-de-France.
C'est une des seules communes de France à ne pas posséder de mairie. En effet Réez-Fosse-Martin partage sa mairie avec celle de Bouillancy, la commune voisine

## Géographie

### Situation
La commune est divisée en trois parties : Réez-Fosse-Martin, le village et les hameaux de Nogeon et de Fosse Martin.

### Communes limitrophes
|       | Bouillancy              | Acy-en-Multien                |
| Brégy | Réez-Fosse-Martin       |                               |
|       | Puisieux Seine-et-Marne | Vincy-Manœuvre Seine-et-Marne |

### Hydrographie

#### Réseau hydrographique
La commune est située dans le bassin Seine-Normandie. Elle est drainée par la Gergogne,.
La Gergogne, d'une longueur de 12 km, prend sa source dans la commune de Bouillancy et se jette  dans l'Ourcq à May-en-Multien, après avoir traversé six communes. 

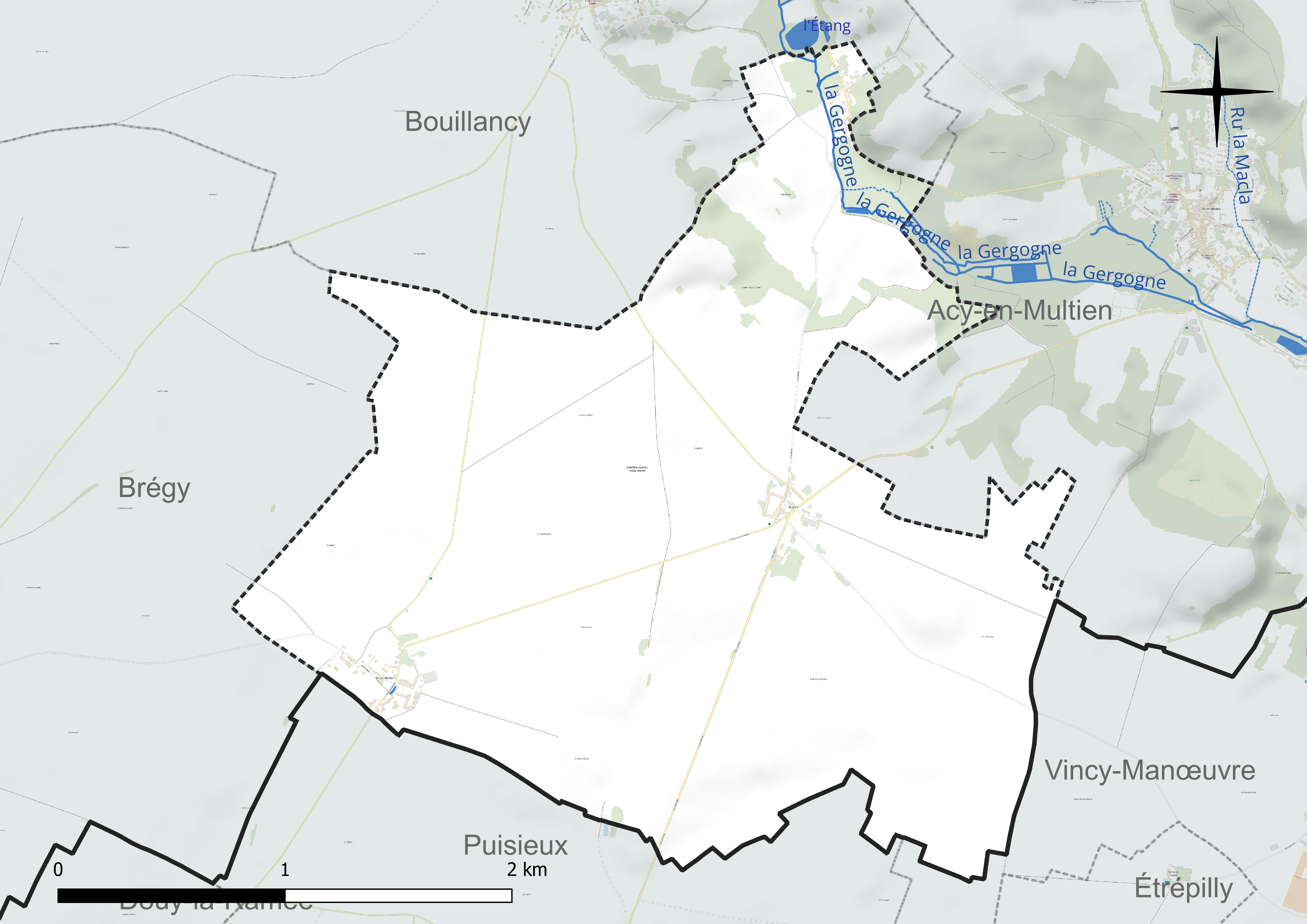
Réseau hydrographique de Réez-Fosse-Martin.

Un plan d'eau complète le réseau hydrographique : l'étang, d'une superficie totale de 1,5 ha (0 ha sur la commune),.

#### Gestion et qualité des eaux
Le territoire communal est couvert par le schéma d'aménagement et de gestion des eaux (SAGE) « Sensée ». Ce document de planification concerne un territoire de 1 110 km2 de superficie, délimité par le bassin versant de la Marne. Le périmètre a été arrêté le 30 novembre 2022 et le SAGE proprement dit est, en 2024, en cours d'élaboration. La structure porteuse de l'élaboration et de la mise en œuvre est le syndicat intercommunal d'assainissement de Marne-la-Vallée (SIAM). 
La qualité des cours d'eau peut être consultée sur un site dédié géré par les agences de l'eau et l'Agence française pour la biodiversité. 

### Climat
Pour des articles plus généraux, voir Climat des Hauts-de-France et Climat de l'Oise.
En 2010, le climat de la commune est de type climat océanique dégradé des plaines du Centre et du Nord, selon une étude du CNRS s'appuyant sur une série de données couvrant la période 1971-2000. En 2020, Météo-France publie une typologie des climats de la France métropolitaine dans laquelle la commune est exposée à un climat océanique altéré et est dans la région climatique  Nord-est du bassin Parisien, caractérisée par un ensoleillement médiocre, une pluviométrie moyenne régulièrement répartie au cours de l'année et un hiver froid (3 °C). 
Pour la période 1971-2000, la température annuelle moyenne est de 10,7 °C, avec une amplitude thermique annuelle de 15,2 °C. Le cumul annuel moyen de précipitations est de 726 mm, avec 11 jours de précipitations en janvier et 8,5 jours en juillet. Pour la période 1991-2020, la température moyenne annuelle observée sur la station météorologique la plus proche, située sur la commune du Plessis-Belleville à 12 km à vol d'oiseau, est de 11,4 °C et le cumul annuel moyen de précipitations est de 661,7 mm,. Pour l'avenir, les paramètres climatiques de la commune estimés pour 2050 selon différents scénarios d'émission de gaz à effet de serre sont consultables sur un site dédié publié par Météo-France en novembre 2022.

## Urbanisme

### Typologie
Au 1er janvier 2024, Réez-Fosse-Martin est catégorisée commune rurale à habitat dispersé, selon la nouvelle grille communale de densité à sept niveaux définie par l'Insee en 2022.
Elle est située hors unité urbaine. Par ailleurs la commune fait partie de l'aire d'attraction de Paris, dont elle est une commune de la couronne,. 

### Occupation des sols
L'occupation des sols de la commune, telle qu'elle ressort de la base de données européenne d'occupation biophysique des sols Corine Land Cover (CLC), est marquée par l'importance des territoires agricoles (93,8 % en 2018), une proportion identique à celle de 1990 (93,8 %). La répartition détaillée en 2018 est la suivante : 
terres arables (93,8 %), forêts (6,2 %). L'évolution de l'occupation des sols de la commune et de ses infrastructures peut être observée sur les différentes représentations cartographiques du territoire : la carte de Cassini (XVIIIe siècle), la carte d'état-major (1820-1866) et les cartes ou photos aériennes de l'IGN pour la période actuelle (1950 à aujourd'hui).

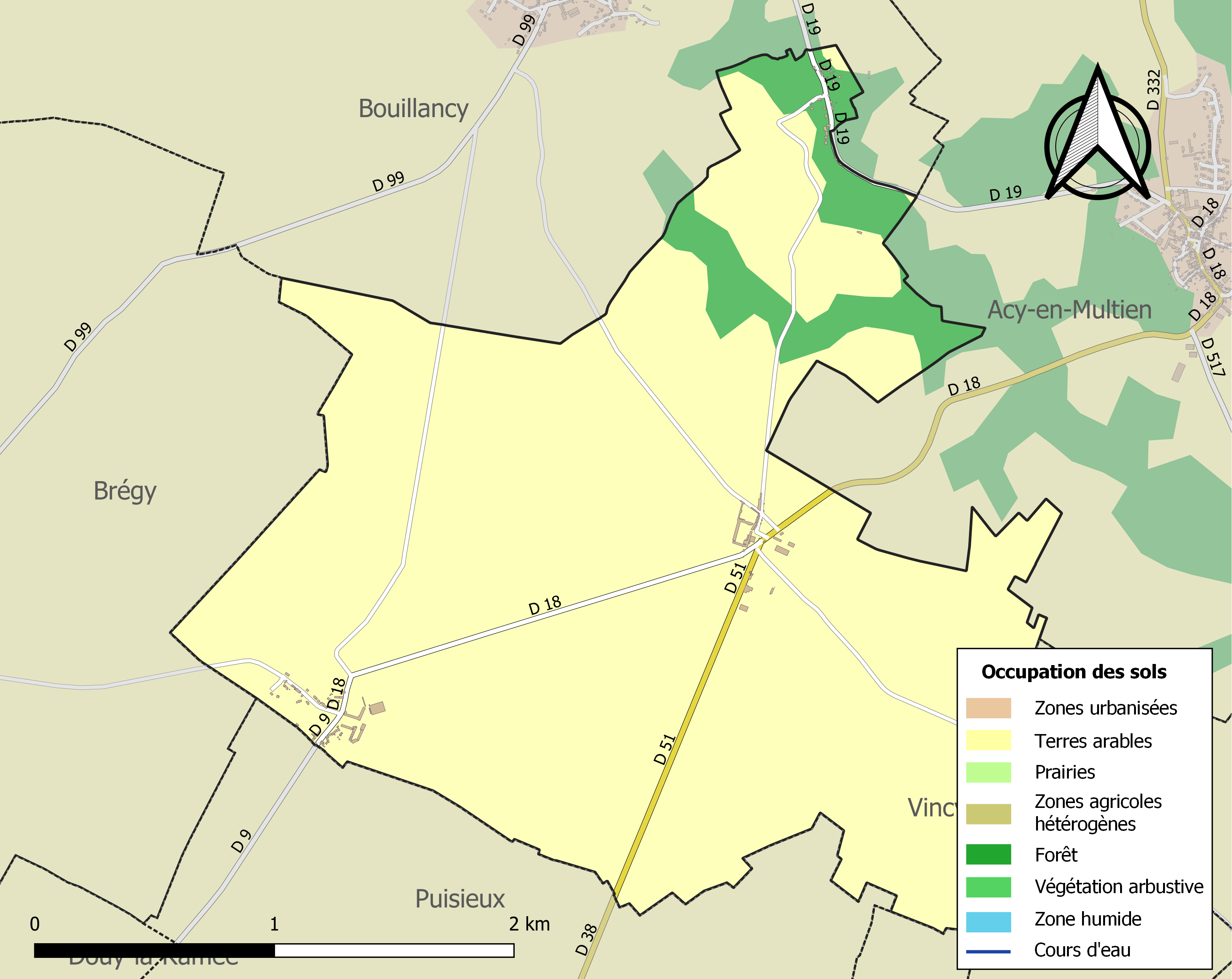
Carte des infrastructures et de l'occupation des sols de la commune en 2018 (CLC).

### Voies de communication et transports
La commune est desservie, en 2023, par les lignes 6432 et 6496 du réseau interurbain de l'Oise.

## Toponymie
Le nom de la localité est attesté sous les formes Redrem (1135) ; Restum (1145) ; Retium (1245) ; Resticum (1245) ; Rez (1283) ; Ree (1435) ; Re (1435) ; Redum (XVIIe) ; Reez en Multien (XVIIIe) ; Réez-Fosse-Martin (1840).

Fosse-Martin est un ancien hameau de la commune attesté sous les formes « pierre blondiaus de fossemartin » (1311) ; fosse martin (1548) ; Fosse-Martin (1840), orthographié autrefois Fausse-Martin[Information douteuse].

Du latin et de l'ancien français fossa, « vallon, dépression » ou « excavation creusée par l'homme ».

## Politique et administration
| Période                                  | Période   | Identité             | Étiquette | Qualité     |
| ---------------------------------------- | --------- | -------------------- | --------- | ----------- |
| Les données manquantes sont à compléter. |           |                      |           |             |
|                                          | 1964      | Xavier Haas          |           | Agriculteur |
| 1964                                     | Mars 2001 | Marcel Haas          |           | Agriculteur |
| mars 2001                                | En cours  | Mme Dominique Gibert |           |             |

## Population et société

### Démographie

#### Évolution démographique
L'évolution du nombre d'habitants est connue à travers les recensements de la population effectués dans la commune depuis 1793. Pour les communes de moins de 10 000 habitants, une enquête de recensement portant sur toute la population est réalisée tous les cinq ans, les populations de référence des années intermédiaires étant quant à elles estimées par interpolation ou extrapolation. Pour la commune, le premier recensement exhaustif entrant dans le cadre du nouveau dispositif a été réalisé en 2005.

En 2022, la commune comptait 142 habitants, en évolution de −5,33 % par rapport à 2016 (Oise : +0,87 %, France hors Mayotte : +2,11 %).
| 1793 | 1800 | 1806 | 1821 | 1831 | 1836 | 1841 | 1846 | 1851 |
| ---- | ---- | ---- | ---- | ---- | ---- | ---- | ---- | ---- |
| 160  | 163  | 165  | 164  | 168  | 167  | 140  | 139  | 141  |

| 1856 | 1861 | 1866 | 1872 | 1876 | 1881 | 1886 | 1891 | 1896 |
| ---- | ---- | ---- | ---- | ---- | ---- | ---- | ---- | ---- |
| 110  | 116  | 123  | 137  | 107  | 110  | 203  | 146  | 187  |

| 1901 | 1906 | 1911 | 1921 | 1926 | 1931 | 1936 | 1946 | 1954 |
| ---- | ---- | ---- | ---- | ---- | ---- | ---- | ---- | ---- |
| 190  | 188  | 161  | 158  | 232  | 252  | 235  | 224  | 200  |

| 1962 | 1968 | 1975 | 1982 | 1990 | 1999 | 2005 | 2006 | 2010 |
| ---- | ---- | ---- | ---- | ---- | ---- | ---- | ---- | ---- |
| 169  | 159  | 148  | 118  | 123  | 130  | 164  | 172  | 163  |

| 2015 | 2020 | 2022 | - | - | - | - | - | - |
| ---- | ---- | ---- | - | - | - | - | - | - |
| 153  | 143  | 142  | - | - | - | - | - | - |

#### Pyramide des âges
La population de la commune est relativement jeune.
En 2018, le taux de personnes d'un âge inférieur à 30 ans s'élève à 36,4 %, soit en dessous de la moyenne départementale (37,3 %). À l'inverse, le taux de personnes d'âge supérieur à 60 ans est de 21,7 % la même année, alors qu'il est de 22,8 % au niveau départemental.
En 2018, la commune comptait 77 hommes pour 70 femmes, soit un taux de 52,38 % d'hommes, largement supérieur au taux départemental (48,89 %).
Les pyramides des âges de la commune et du département s'établissent comme suit.
| Hommes | Classe d’âge | Femmes |
| ------ | ------------ | ------ |
| 0,0    | 90 ou +      | 0,0    |
| 5,3    | 75-89 ans    | 7,4    |
| 16,0   | 60-74 ans    | 14,7   |
| 20,0   | 45-59 ans    | 19,1   |
| 24,0   | 30-44 ans    | 20,6   |
| 16,0   | 15-29 ans    | 14,7   |
| 18,7   | 0-14 ans     | 23,5   |

| Hommes | Classe d’âge | Femmes |
| ------ | ------------ | ------ |
| 0,5    | 90 ou +      | 1,4    |
| 5,5    | 75-89 ans    | 7,6    |
| 15,6   | 60-74 ans    | 16,3   |
| 20,8   | 45-59 ans    | 20     |
| 19,4   | 30-44 ans    | 19,4   |
| 17,6   | 15-29 ans    | 16,2   |
| 20,6   | 0-14 ans     | 19,1   |

## Culture locale et patrimoine

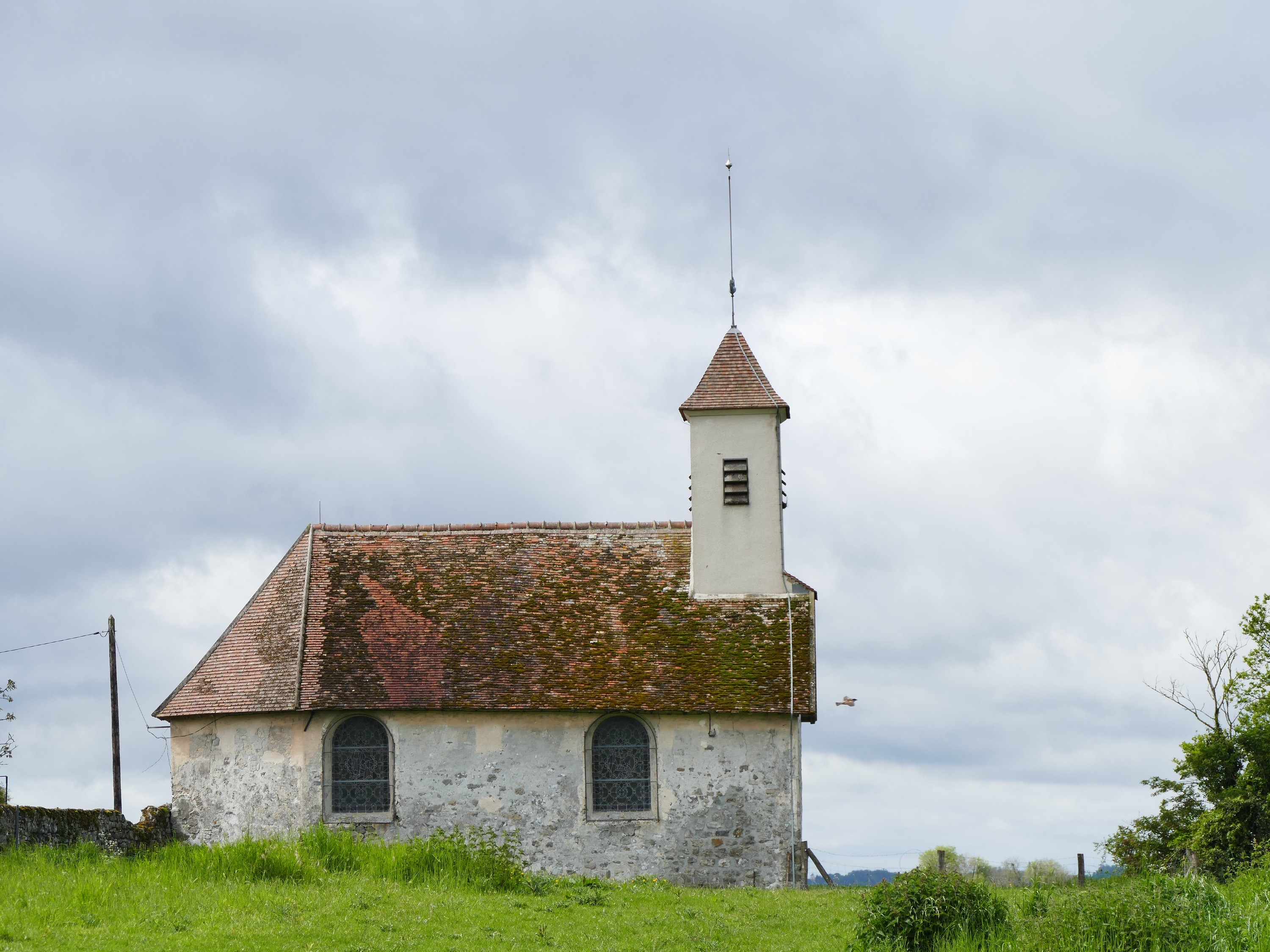
La chapelle Saint-Martin.

### Lieux et monuments
- Chapelle Notre-Dame-de-Pitié de Fosse-Martin, sans doute du XVIe siècle, seul édifice religieux de la commune depuis la démolition de l'église en 1793/1794[26].

## Personnalités liées à la commune
Djemil, Les Princes de l'Amour 3[pertinence contestée]